# The Last Tycoon (série de televisão)
The Last Tycoon  (Brasil: O Último Magnata ) é uma série de televisão americana, originária de um piloto produzido em 2016 como parte da sétima temporada de testes da Amazon Studios. As estrelas do espetáculo são Matt Bomer, Kelsey Grammer e Lily Collins e é baseado no último livro de F. Scott Fitzgerald The Last Tycoon. Amazon pegou o piloto para série em 27 de julho de 2016. Após ter divulgado o episódio piloto para avaliação do público, a Amazon encomendou The Last Tycoon para uma temporada completa. A primeira temporada estreiou em 28 de julho de 2017. 

## Sinopse
Escrita e dirigida por Billy Ray e baseada no romance não finalizado de F. Scott Fitzgerald, a série é focada em Stahr (Matt Bomer), e ambientada na década de 1930. À medida que seu poder aumenta, ele entra em maior confronto contra seu mentor, e atual dono do estúdio, Pat Brady (Kelsey Grammer).

## Elenco e personagens
| Participação | Participação | Participação | Participação |
| ------------ | ------------ | ------------ | ------------ |
| Regular      | Recorrente   | Convidado(a) | — Ausente    |

| Matt Bomer           | Monroe Stahr   | 9 |  |
| Kelsey Grammer       | Pat Brady      | 9 |  |
| Lily Collins         | Celia Brady    | 9 |  |
| Dominique McElligott | Kathleen Moore | 9 |  |
| Enzo Cilenti         | Aubrey Hackett | 9 |  |
| Koen De Bouw         | Tomas Szep     | 9 |  |
| Mark O'Brien         | Max Miner      | 9 |  |
| Rosemarie DeWitt     | Rose Brady     | 9 |  |
| Bailey Noble         | Bess Burrows   | 8 |  |
| Whitney Rice         | Mary Greer     | 8 |  |
| Kerry O'Malley       | Kay Maloney    | 7 |  |

## Episódios
| Temporada | Temporada | Episódios | Exibição original    | Exibição original |
| Temporada | Temporada | Episódios | Estreia da temporada | Emissora          |
| --------- | --------- | --------- | -------------------- | ----------------- |
|           | Piloto    | Piloto    | 17 de junho de 2016  | Amazon Prime      |
|           | 1         | 9         | 28 de julho de 2017  | Amazon Prime      |

### 1ª temporada (2017)
| Nº em geral | Nº na temporada | Título                                        | Diretor(es)              | Escritor(es)                         | Lançamento          |
| ----------- | --------------- | --------------------------------------------- | ------------------------ | ------------------------------------ | ------------------- |
| 1           | 1               | "Pilot" "(Piloto)"                            | Billy Ray                | Billy Ray                            | 17 de junho de 2016 |
| 2           | 2               | "Nobody Recasts Like Monroe"                  | Billy Ray                | Billy Ray                            | 28 de julho de 2017 |
| 3           | 3               | "More Stars Than There Are in Heaven"         | Julie Anne Robinson      | Billy Ray                            | 28 de julho de 2017 |
| 4           | 4               | "Burying the Boy Genius"                      | Scott Hornbacher         | Billy Ray                            | 28 de julho de 2017 |
| 5           | 5               | "Eine Kleine Reichmusik"                      | Gwyneth Horder-Payton    | Christopher Keyser & Billy Ray       | 28 de julho de 2017 |
| 6           | 6               | "A Brady-American Christmas"                  | Stacie Passon            | Julia Cox, Billy Ray & Katie Robbins | 28 de julho de 2017 |
| 7           | 7               | "A More Perfect Union"                        | Daisy von Scherler Mayer | Anna Fishko & Billy Ray              | 28 de julho de 2017 |
| 8           | 8               | "An Enemy Among Us"                           | Scott Hornbacher         | Peter Parnell & Billy Ray            | 28 de julho de 2017 |
| 9           | 9               | "Oscar, Oscar, Oscar" "(Oscar, Oscar, Oscar)" | Billy Ray                | Billy Ray                            | 28 de julho de 2017 |

## Recepção
| Temporada | Temporada | Análise das críticas | Análise das críticas |
| Temporada | Temporada | Rotten Tomatoes      | Metacritic           |
| --------- | --------- | -------------------- | -------------------- |
|           | 1         | 53% (30 análises)    | 57 (30 análises)     |